# Parc national de Minkébé
Le parc national de Minkébé est un parc national d'une surface de 8 000 km2, situé dans le nord-est du Gabon, dans la province du Woleu-Ntem.
Massif forestier parsemé d'inselbergs et de clairières marécageuses, le parc de Minkébé recouvre un territoire où la présence humaine est peu marquée. Seuls quelques chasseurs fangs ou pygmées s'y déplacent quelquefois. Pourtant, une étude a montré une forte diminution du nombre de grands singes (gorilles et chimpanzés) dans la région vers 1994-1996. Il semblerait que la cause en soit une épidémie de maladie à virus Ebola qui a également frappé le village de Mayibout, sur l'Ivindo. Quoi qu'il en soit, Minkébé conserve un grand nombre d'espèces animales et végétales.
Avec le parc national d'Odzala-Kokoua (république du Congo) et la réserve de faune du Dja (Cameroun), le parc national de Minkébé fait partie de la zone TRIDOM (TRInationale du Dja, Odzala et Minkébé) du Fonds mondial pour la nature (WWF), qui est important pour la protection des fôrets denses africaines du bassin du Congo.

## Géographie
La forêt de Minkebe elle-même couvre 30 000 km2 dans la zone plus large. Il existe une grande diversité d'habitats, de la forêt d'inselberg, des marécages herbacés, de la forêt fluviale inondée à la forêt secondaire. Le paysage du parc est dominé par des dômes rocheux isolés surplombant la forêt environnante et on y trouve des arbres vieux de plusieurs centaines d'années. Une abondance de zones marécageuses brise le couvert forestier. La forêt de Minkébé compte quatre rivières principales et il y a aussi des zones de prairies avec des pistes d'éléphants. L'accessibilité au parc dans de nombreux endroits est extrêmement limitée en raison du manque manifeste d'infrastructures dans le parc qui a contribué à protéger la zone et à laisser une grande partie intacte par les interférences humaines.